# Loning (Petarukan)
Loning is een plaats en bestuurslaag (kelurahan) in het onderdistrict (kecamatan) Petarukan in het regentschap Pemalang van de provincie Midden-Java, Indonesië. Kalirandu telt 8.154 inwoners (volkstelling 2010).